# Gualtiero Serafino
Gualtiero Serafino (Roma, 19 giugno 1919 – Somaliland, 17 agosto 1940) è stato un militare italiano, decorato con la medaglia d'oro al valor militare alla memoria nel corso della seconda guerra mondiale.

## Biografia
Nacque a Roma il 19 giugno 1919, figlio di Ezio e Italia Campagnano. Frequentò per oltre sei anni il Regio Convitto Nazionale "Damiano Chiesa" di Bolzano trasferendosi quindi a Roma per frequentare il Liceo ginnasio statale Virgilio, dove conseguì il diploma di maturità classica. Iscrittosi all'Università di Roma, nel gennaio del 1939 rinunciò, ai benefici di legge e si arruolava volontario nel Regio Esercito, arma di fanteria, in qualità di allievo ufficiale al corso allievi ufficiali di Addis Abeba presso il battaglione scuola del 10º Reggimento "Granatieri di Savoia". Promosso aspirante nella specialità bersaglieri nell'agosto dello stesso anno, fu destinato a domanda al LXVI battaglione coloniale somalo per il servizio di prima nomina. Promosso sottotenente nell’ottobre successivo, dopo l'entrata in guerra del Regno d'Italia, avvenuta il 10 giugno, nell'agosto successivo prese parte all'occupazione del Somaliland e nella stretta di Faruk. Sulla via per il Somaliland, cadde in combattimento il 17 agosto 1940 alla testa della sua mezza compagnia di ascari, e fu poi decorato con la medaglia d'oro al valor militare alla memoria.

### Fonti
1. ↑  Gruppo Medaglie d'Oro al Valore Militare 1965, p. 430.
2. 1 2 3 4 5  Combattenti Liberazione.
3. ↑   Medaglia d'oro al valor militare Gualtieri, Serafino, su quirinale.it, Quirinale. URL consultato l'11 febbraio 2023.
4. ↑  Registrato alla Corte dei conti lì 12 gennaio 1949,  Esercito registro n. 1, foglio 330.
5. ↑  Registrato alla Corte dei conti lì 31 gennaio 1942,  registro n. 4 guerra, foglio 147.